# みのもんたの逆襲
『みのもんたの逆襲』（みのもんたのぎゃくしゅう）は、とんねるず8枚目のアルバム。1991年7月10日発売。

## 解説
前作『ほのちゃんにはがはえた。』同様、ほとんどの曲を人気歌手の歌詞の傾向や曲調をパロディにしたもので構成。
アルバム・タイトルは、みのもんたがフリーアナウンサーとして天下を取るという意味合いとなっている。同名のリード曲にはみの本人も参加、間奏では『午後は○○おもいッきりテレビ』の1コーナー「ちょっと聞いてヨ!おもいッきり生電話」風の話をする。2番のBメロには、久米宏・逸見政孝・生島ヒロシ・徳光和夫（いずれも姓のみ）が、みののライバルとして登場。当時久米は『ニュースステーション』開始6年目、逸見は『クイズ世界はSHOW by ショーバイ!!』司会、生島は『ビッグモーニング』キャスターと『ミュージックステーション』司会、徳光は『クイズダービー』『徳光のTVコロンブス』の司会と『NNNニュースプラス1』のキャスターを務めていた時代であった。
ジャケット・ブックレット共にみのが全面的にフィーチャーされ、とんねるずの姿は一切使われていない（初回盤付属ブックレットにレコーディング中のとんねるずの写真のみ）。

## 収録曲
全曲　作詞：秋元康　作曲・編曲：後藤次利（特記以外）
1. みのもんたの逆襲
  - THE ALFEEとアリスのパロディ。
  - みのもんたの素晴らしさを称えた曲で、彼を司会の陣取り合戦に挑む戦士として描いている。当時木梨憲武は『とんねるずのみなさんのおかげです』で「みのりもんた（またはみのりかわノリ男）」に扮し、頻繁にみののものまねをしていた。
  - アウトロ終了後には、みのによるとんねるずの解説が入る。
2. I LOVE YOUは突然に
  - タイトルはオフコースの楽曲『I LOVE YOU』と小田和正の楽曲『ラブ・ストーリーは突然に』、メロディは『ラブ・ストーリーは突然に』のパロディ。
3. 8月のコニーアイランド
  - 編曲：菅原弘明
  - 山下達郎のパロディ。
  - タイトルは同じく山下の『LOVELAND, ISLAND』から。
4. 愛のフィリピーナ
  - 編曲：若草恵
  - テレサ・テン（鄧麗君）、あるいは当時ブラジルから来日し『ふりむけばヨコハマ』をヒットさせたマルシアのパロディと推測される。
  - とんねるずは二人とも和田アキ子のものまねで歌っている。
5. You can do it
  - 作詞：木梨憲武／作曲：後藤次利、藤井尚之
  - 木梨ソロ曲。基本的にはバブルガム・ブラザーズ『WON'T BE LONG』のパロディ。
  - 途中で「嵐を 起こして」「いいの いいの いいの」など、コーラス参加の工藤静香にちなんだ歌詞が出てくる。
6. Midnight Train
  - ザ・キング・トーンズのパロディ。
  - 同グループのリードボーカル・内田正人が参加。
7. AFTER TEN YEARS
  - 矢沢永吉のパロディ。石橋ソロ曲。
8. 夢をあきらめないわ
  - 岡村孝子のパロディ。
  - タイトルは岡村の代表曲『夢をあきらめないで』より。
9. CONTROL NETWORK
  - 編曲：門倉聡
  - TM NETWORKのパロディ。
  - タイトルの一部は、同ユニットの楽曲『Self Control』のパロディ。
  - イントロ、Bメロ及びCメロでは『COME ON EVERYBODY』、サビの部分では『Get Wild』が意識されている。
10. 情けねえ（みなさんのおかげですヴァージョン）
  - 長渕剛のパロディ。
  - ヒットした先行シングルで、シリアス風なメッセージソング。このアルバム・バージョンでは、2番の歌詞が『とんねるずのみなさんのおかげです』について歌った替え歌となっている。
  - アウトロ終了後は、みのもんたによる、本作の解説を収録。